# 萨沃亚-迪卢卡尼亚
萨沃亚-迪卢卡尼亚（義大利語：Savoia di Lucania），是意大利波坦察省的一个市镇。总面积32平方公里，人口1175人，人口密度36.7人/平方公里（2009年）。ISTAT代码为076084。